# Mortellaro
Die Mortellaro (lat. Dermatitis digitalis, auch Mortellaro-Krankheit nach ihrem Erstbeschreiber oder Erdbeerkrankheit nach ihrem optischen Erscheinungsbild) ist eine Entzündung der Zehenhaut bei Rindern. Ätiologie und Pathogenese der Erkrankung sind nur unzureichend geklärt. Begünstigend wirkt auf jeden Fall große Feuchtigkeit, die ständig auf den Klauenballen einwirkt.

## Vorkommen
Mortellaro wurde 1974 erstmals in Italien dokumentiert. Die Erkrankung tritt in Laufställen häufiger auf als in Anbindeställen. 
Bei Tag-und-Nacht-Weidegang tritt die Erkrankung weniger häufig auf als bei stundenweisem Weidegang.

### Österreich
Bei einer Untersuchung der Veterinärmedizinischen Universität in Wien wurden 2009 auf Zuchtviehauktionen bei rund 12 Prozent der Jungkühen Mortellaro festgestellt.

### Schweiz
2011 waren in der Schweiz 73 Prozent der Milchviehherden und 29 Prozent aller Einzeltiere von der Krankheit betroffen.

## Erreger
In befallenen Klauen wurden eine Vielzahl von Bakterien gefunden: An erster Stelle sind hier Treponema denticola und Treponema brennaborense aus der Spirochäten-Gattung Treponema zu nennen. Auch Campylobacter faecalis und Bacteroides levii werden relativ häufig angetroffen.

## Klinik
Klinische Erscheinungen sind Blutausschwitzung, vermehrte Hornbildung, Bildung schwarz pigmentierter Krusten, sehr lange, abstehende Haare und vermehrtes Sohlenhornwachstum. Chronisch treten durch Abnahme der Hornqualität Formveränderungen des Klauenschuhs, eine Zerklüftung des Horns und Blättchenbildung ein, was zu weiteren schwerwiegenden Klauenerkrankungen (Geschwüren, Hyperplasia interdigitalis) führen kann.

## Therapie
Therapeutisch hat eine funktionelle Klauenpflege oberste Priorität. Hierdurch wird der Ballenbereich höher gestellt und ist somit der Feuchtigkeit am Boden weniger ausgesetzt. Bei Einzeltieren empfiehlt sich die lokale Behandlung mit antibiotikahaltigen Sprays (z. B. Oxytetracyclin). Weiterhin ist eine parenterale Gabe von Antibiotika wirksam (z. B. Cefquinom). Bei einem großen Anteil erkrankter Tiere einer Herde werden zum Teil Durchtreibeklauenbäder empfohlen. Dabei sollte darauf geachtet werden, dass die Desinfektionslösung in Klauenbädern häufig erneuert wird, um einen Verdünnungsprozess zu verhindern. Sonst besteht die Gefahr, dass die Bäder selbst zu einer Quelle für die Verbreitung von Erregern werden.

## Vorsorge
Vorbeugend wird empfohlen, die Ursachen für eine bakteriologische Kontamination der Stallbereiche zu beseitigen. Insbesondere sind die Laufwege auf Spaltenböden täglich von Kot zu reinigen, so dass diese abtrocknen und den Bakterien so der Nährboden entzogen wird. Hierfür sind stationäre Spaltenschieber und Spaltenroboter geeignet. Eine im Anschluss erfolgende regelmäßige Desinfektion dieser Bereiche sollte zur guten Bestandsführung zählen.
Regelmäßige und fachgerechte Klauenpflege ist ein wichtiger Baustein in der Vorsorge und Erkennung.
Mortellaro-freie Betriebe sollten darauf achten, dass Erreger nicht über Schuhwerk und Geräte von betriebsfremden Personen eingeschleppt werden. Ein weiteres Risiko sind Transportfahrzeuge.
Um eine Einschleppung in Mortellaro-freie Herden zu vermeiden, sollte vor dem Ankauf von Tieren eine genaue und fachkundige Klauenuntersuchung stattfinden, bzw. der Ankauf sollte nur von anderen Mortellaro-freie Betrieben erfolgen.

### Impfung
Es existieren zwar Impfstoffe, die Wirksamkeit ist aber allenfalls nur kurzfristig gegeben.
Stall- und bestandsspezifische Vakzine haben eine Wirksamkeit von 30 bis 60 %.
Die Problematik für die Impfstoffentwicklung ist, dass mehrere Erreger an der Erkrankung beteiligt sind und die einzelnen Erreger teilweise eine hohe Diversität aufweisen. Ein weiteres Problem ist, dass nicht alle Erreger im Labor anzüchtbar sind.
Betriebliche Maßnahmen (Stallhygiene, Kuhkomfort und Haltungsbedingungen) sind erfolgversprechender für die Bestandsgesundheit als Impfungen.

## Wirtschaftliche Auswirkung
Die Erkrankung führt u. a. über den entgangenen Erlös durch verringerte Milchleistung zu erheblichen Schäden für den betroffenen Betrieb.